# Михайловка (Вольнянский район)
Миха́йловка (укр. Михайлівка) — село, Вольнянский район, Запорожская область, Украина. Является административным центром Михайловского сельского совета. Малая родина Героя Советского Союза А. Т. Слободчикова.
Код КОАТУУ — 2321584001. Население по переписи 2001 года составляло 2177 человек.

## География
Село Михайловка находится на левом берегу реки Вольнянка, выше по течению на расстоянии в 2 км расположено село Криничное, ниже по течению на расстоянии в 2,5 км расположено село Вольноулановское, на противоположном берегу — село Вольногрушевское. По селу протекает пересыхающий ручей с запрудой. Рядом проходит автомобильная дорога М-18 (E 105).

## История
- Село основано в конце XVIII века выходцами из села Михайловки Курской губернии[2].

## Известные уроженцы, жители
- Матвеенко, Владимир Николаевич (род. 1946) — советский российский химик, доктор химических наук.
- Слободчиков, Алексей Терентьевич (1922—1944) — Герой Советского Союза.

## Инфраструктура

### Экономика
- Агрофирма «Славутич», ООО.

### Объекты социальной сферы
- Школа.
- Музыкальная школа.
- Филиал Вольнянского профессионально-технического лицея.
- Детский сад.
- Дом культуры.
- Фельдшерско-акушерский пункт.
- Детская Юношеская Спортивная Школа (ДЮСШ) «Колос».

## Достопримечательности
- Братская могила советских воинов.
- Памятник А. Т. Слободчикову.